# Saint-Cyr (Haute-Vienne)
Saint-Cyr – miejscowość i gmina we Francji, w regionie Nowa Akwitania, w departamencie Haute-Vienne.
Według danych na rok 1990 gminę zamieszkiwało 560 osób, a gęstość zaludnienia wynosiła 26 osób/km² (wśród 747 gmin Limousin Saint-Cyr plasuje się na 232. miejscu pod względem liczby ludności, natomiast pod względem powierzchni na miejscu 308.).

## Populacja

Populacja Saint-Cyr w latach 1962–2008